# Mata Ie (Montasik)
Mata Ie is een bestuurslaag in het regentschap Aceh Besar van de provincie Atjeh, Indonesië. Mata Ie telt 547 inwoners (volkstelling 2010).